# ICanHazPDF
#ICanHazPDF は、ペイウォールにより制限されている学術雑誌の記事へのアクセスを求めるためにTwitter上で使用されるハッシュタグである。このハッシュタグは2011年に科学者アンドレア・クシェフスキにより開始された。この名称はミームであるI Can Has Cheezburger?に由来する。

## 手順
利用者は、論文のタイトル、DOI、あるいは出版社のリンクなどの関連情報、および自身のメールアドレスとハッシュタグ「#ICanHazPDF」をツイートして論文をリクエストする。すると、論文にアクセスできる誰かがその論文をメールで送る可能性がある。その後、利用者は元のツイートを削除する。また、自身のメールアドレスを公開したくない利用者は、論文を共有することを申し出たボランティアとダイレクトメッセージで連絡先を交換する方法もある。

## 使用と人気
この行為は多くの国において著作権侵害に該当する可能性があり、いわゆる「ブラック・オープンアクセス」の潮流の一部と見なされることもある。リクエストの大多数は過去5年間に出版された論文に集中しており、利用者の多くは英語圏の国々からである。化学・物理学・天文学の購読料が平均して生物学より高いにもかかわらず、生物学分野の論文に対するリクエストは他の分野に比べて多い。このハッシュタグが利用される理由には、読者が論文のアクセス料を支払うことへの抵抗感や、多くの大学の図書館間相互貸借と比較して手続きが迅速である点などが挙げられる。